# Kenneth Mapp
Kenneth Ezra Mapp (New York, 2 novembre 1955) è un politico americo-verginiano, repubblicano  e dal 2015 al 2019 8º Governatore delle Isole Vergini statunitensi.
Ex senatore delle Isole Vergini per tre mandati, Mapp è stato luogotenente governatore delle Isole Vergini degli Stati Uniti dal 1995 al 1999. Mapp è stato candidato indipendente al Governatore delle Isole Vergini alle elezioni governative del 2010 ma è stato sconfitto di John de Jongh. Ha corso alle elezioni governative del 2014 per il Governatore delle Isole Vergini, sconfiggendo Donna Christian-Christensen. Mapp ha corso per un secondo mandato nel 2018, ma è stato sconfitto dal democratico Albert Bryan.

## Biografia
Kenneth Ezra Mapp è nato nel 1955 a Brooklyn, New York, da Al Mapp e Vashti Hewitt. Tre i fratelli.  Mapp si trasferì a Saint Croix nelle Isole Vergini Americane nel 1961, dove fu allevato dalla nonna materna, Almina N. Hewitt. Si è diplomato presso la St. Croix Central High School nel 1973. È subito entrato nella polizia di New York, assegnato al 83° Police Precinct a Brooklyn. Più tardi è diventato ufficiale di polizia nelle Isole Vergini ed è stato eletto presidente della Virgin Islands Police Benevolent Association.
Mapp ha frequentato il New York City Community College della City University di New York e l'Università delle Isole Vergini, ma non ha conseguito una laurea.  Dopo aver lasciato l'incarico come vice governatore nel 1999, tuttavia, ha completato il programma avanzato di sei settimane presso la Harvard Business School (che non ha requisiti di istruzione formale) e ha conseguito un master in pubblica amministrazione presso la John F. Kennedy School presso l'Università di Harvard. Mapp utilizzò anche altre borse di studio presso l'Università di Harvard e la Carnegie Mellon University di Pittsburgh.